# Mainzer Ranzengarde

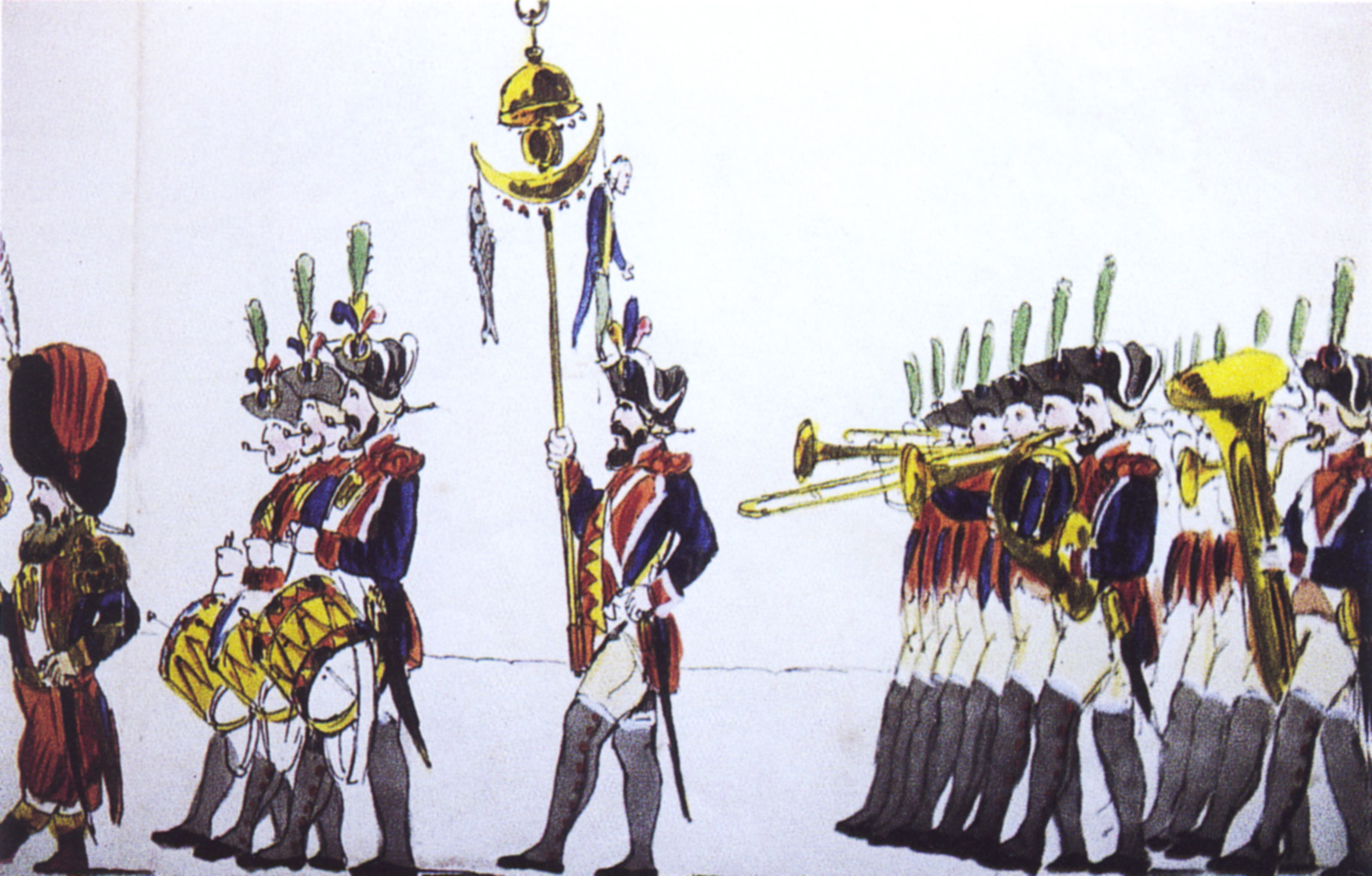

Die Mainzer Ranzengarde wurde 1837 von Johann Maria Kertell gegründet und ist die älteste Fastnachtskorporation innerhalb der Mainzer Fastnacht. Sie trägt daher auch den Beinamen „Mutter aller Mainzer Garden“. Im Jahr 1838 wurde mit Hilfe der Ranzengarde der Mainzer Carneval-Verein (MCV) gegründet, welcher der älteste Karnevalsverein in Mainz ist.
Der Name Ranzengarde leitet sich von dem Wort Ranzen ab, das im Mainzer Dialekt für einen dicken Bauch steht. So war eine der Aufnahmebedingungen, dass der Bewerber ein Mindestgewicht von zwei Zentnern, also 100 kg, und einen Leibesumfang von mindestens sechs Fuß haben musste; das entspricht ungefähr 150 cm. Diese Aufnahmebedingungen sind nach dem Zweiten Weltkrieg langsam aufgehoben worden.
Die Garde galt sowohl als Parodie auf die Wach- und Ehrenkompanie des Landesfürsten als auch auf die Langen Kerls, da ja nicht sechs Fuß an Körpergröße, sondern sechs Fuß an Leibesumfang gefordert wurden. Bei den ersten Fastnachtsitzungen und den ersten Rosenmontagszügen übernahm die Ranzengarde, ausgerüstet mit Holzgewehren, den „militärischen Schutz“.
Das erste Hauptquartier der Garde befand sich in der Hauptwache des Mitterhäuschens vor dem Mainzer Theater. Als Schlachtruf hatte man sich, in abgewandelter Form, den des französischen Generals Pierre Cambronne „Die Garde ißt und trinkt, aber sie übergibt sich nicht!“ ausgewählt.

## Aufbau und Organisation
Die Mainzer Ranzengarde gliedert sich in folgende Abteilungen:
- Bataillon
- Kadettencorps
- Reitercorps
- Großes Gardemusikcorps
- Musik- und Trommlercorps
- Spielmanns- und Fanfarenzug
- Ehrenoffizierscorps
- Rekrutenmusikcorps

Den Abteilungen steht der auf 3 Jahre (§ 10 Abs. 1 der Satzung) gewählte Vorstand vor, im Sprachgebrauch der Garde das Kommando.
Der ebenfalls gewählte „Kleine Rat“ ist abteilungsübergreifend für die Organisation und Durchführung von Gardeveranstaltungen, z. B. dem alljährlichen Altweiberball, verantwortlich.

### Bataillon
Das Bataillon ist die älteste und größte Abteilung der Mainzer Ranzengarde; schon in frühesten Erwähnungen der Garde ist vom „Ranzenbataillon“ die Rede. Das Bataillon hat mehrere Positionen und Ränge, die alle einen militärischen Hintergrund haben; dies ist als Persiflage auf das Gehabe und die Gepflogenheiten des früheren Militärs zu verstehen.

### Kadettencorps
Das seit 1936 bestehende Kadettencorps ist die Jugendabteilung der Mainzer Ranzengarde. Voraussetzung für die Aufnahme ist die Mitgliedschaft zumindest eines Elternteils in einer Abteilung der Garde.
Ab dem 4. oder 5. Lebensjahr können die Angehörigen des Kadettencorps bei den Saalveranstaltungen und ab dem 6. Lebensjahr an den Straßenumzügen teilnehmen.
Fester Bestandteil im Terminplan des Kadettencorps ist die stets am ersten Sonntag im Januar stattfindende Kadettensitzung und Ordensfeier, die ausschließlich durch die eigenen Mitglieder gestaltet werden.

### Reitercorps

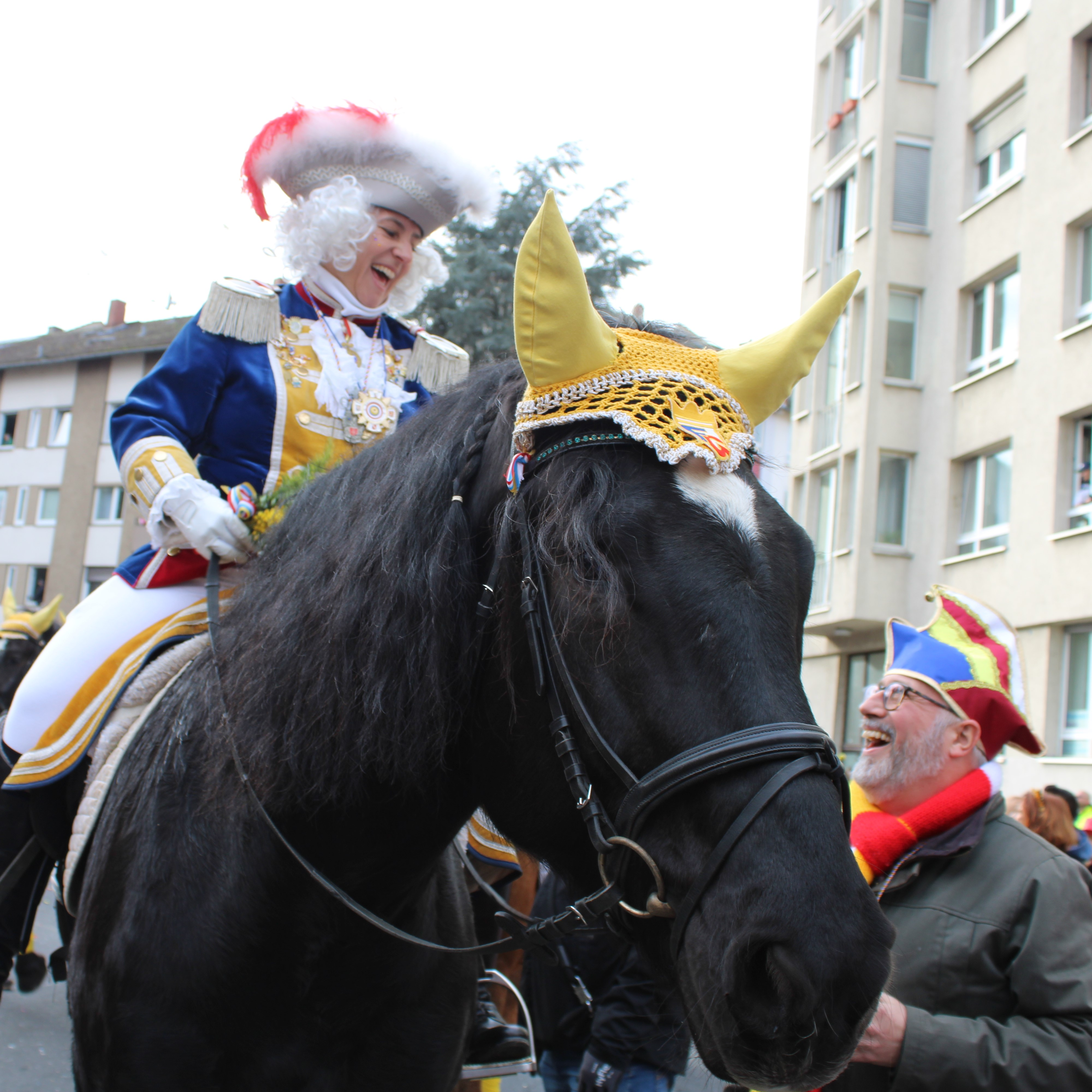
Reitercorps auf dem Rosenmontagszug 2020

Die Mainzer Ranzengarde unterhält das älteste Reitercorps in der Mainzer Fastnacht. Sie vertritt den Standpunkt, dass durch den Einsatz von Pferden bei den alljährlichen Fastnachtsumzügen eine Atmosphäre geschaffen wird, die das Erlebnis der Straßenfastnacht nachhaltig abrunden kann. Diese Überzeugung zeigt der Verein neben dem Reitercorps auch darin, dass sämtliche Wagen der Garde am Mainzer Rosenmontagszug von Pferden gezogen werden.
Um der Verantwortung für Mensch und Tier nachzukommen sowie um die Sicherheit während der Umzüge zu gewährleisten, sind die Voraussetzungen für eine Mitgliedschaft im Reitercorps das Erreichen der unteren Altersgrenze von 16 Jahren sowie ein Nachweis über reiterliches Können, das in regelmäßigen Reitstunden der Garde ständig verbessert wird.
Das derzeit aus ca. 30 Reitern bestehende Offizierscorps beteiligt sich traditionell zu Pferd am Neujahrsumzug, am Gardeumzug (Fastnachtssonntag) und am Mainzer Rosenmontagszug.

### Großes Gardemusikcorps
Die im Jahr 1926 gegründeten „Kasteler Musikanten“ sind seit 1971 als Großes Gardemusikcorps der Ranzengarde in der Mainzer Fastnacht aktiv. Die derzeit über 50 Musiker unterstützen die Garde auch bei offiziellen Anlässen außerhalb von Mainz. Beispielsweise nahmen sie bereits am „Carnaval des Carnevals“ in Paris teil.

### Spielmanns- und Fanfarenzug

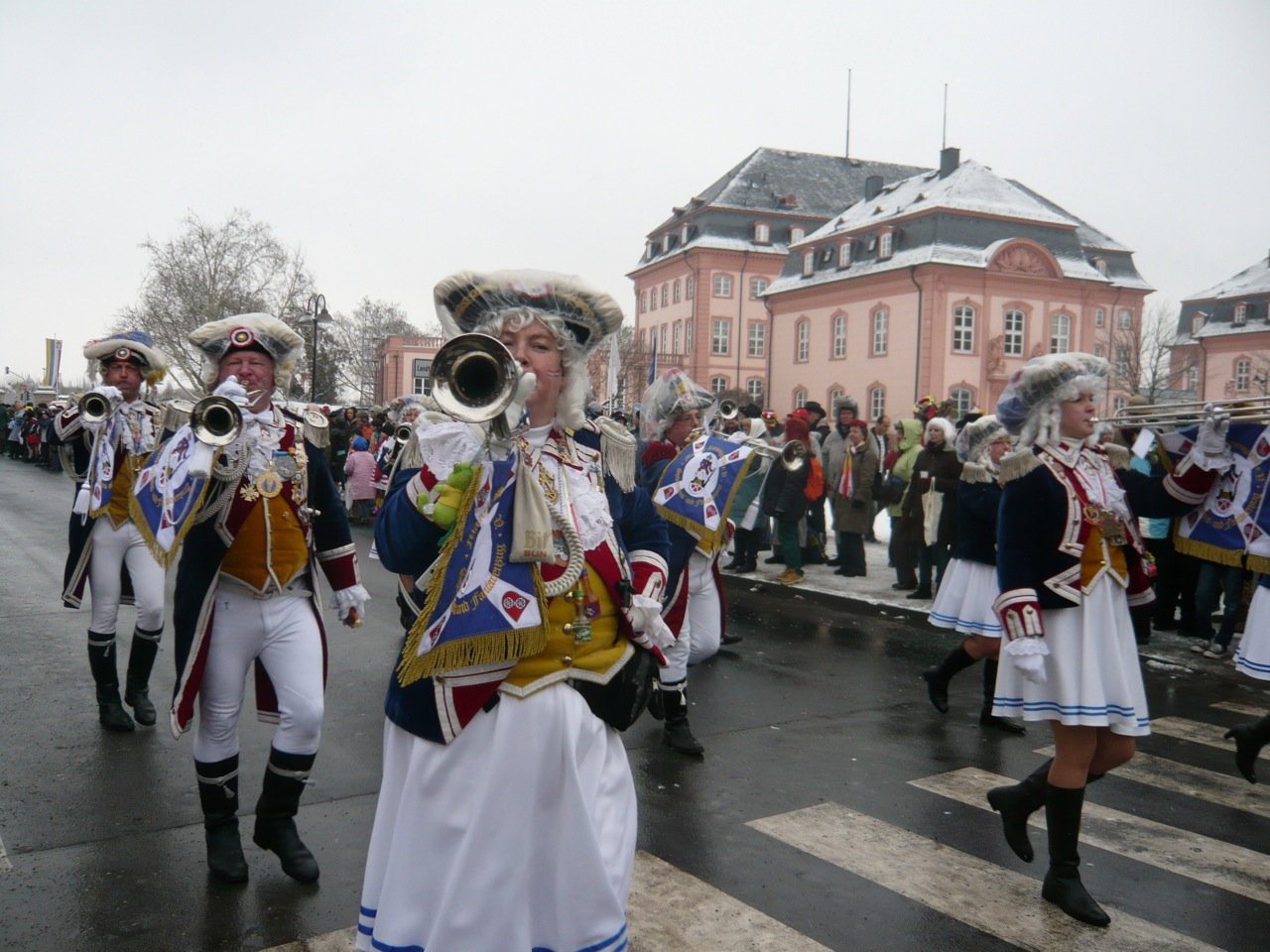
Spielmanns- und Fanfarenzug

Der Spielmanns- und Fanfarenzug wurde 1988 als reine Trommlergruppe bei den Kasteler Musikanten gegründet. 1994 traten die Mitglieder komplett in die Ranzengarde ein und trugen mit der Idee, einen Fanfarenzug zu gründen, zur musikalischen Komplettierung des Vereins bei.
Die mittlerweile aus 30 Musikern bestehende Gruppe hatte bereits Auftritte in der Lüneburger Heide, in Düsseldorf sowie bei der Steubenparade in New York City und gehört zum festen Bestandteil bei allen Veranstaltungen der Mainzer Ranzengarde.

### Musik- und Trommlercorps
Das Musik und Trommlercorps der Mainzer Ranzengarde ist der Traditionsmusikzug des Vereins. Aktive Mitglieder dieser Gruppe gehören allen Altersklassen an.
Die Majoretten-Gruppe der Garde gehören zum Musik- und Trommlercorps.

### Ehrenoffizierscorps
Die Angehörigen des Ehrenoffizierscorps verstehen sich als Gönner und Förderer des Vereins. Die Mitglieder unterstützen die Garde u. a. finanziell durch höhere Beiträge. Während der Straßenfastnacht können sich die Ehrenoffiziere den anderen Abteilungen als „Batailloner“, „Musiker“ oder „Reiter“ anschließen.

## Jubiläum
Zum 175-jährigen Bestehen stellte die Mainzer Ranzengarde mit Prinz Johannes I. und Prinzessin Anna I. das Mainzer Prinzenpaar, das es in der Mainzer Fastnacht nur zu besonderen Anlässen gibt.
Im November 2011 wurde das Jubiläumsbuch 175 Jahre Mainzer Pracht, Die Ranzegard an Fassenacht vorgestellt. Außerdem wurde im Fastnachtsmuseum Mainz eine Sonderausstellung über den Gründer der Ranzengarde, Johann Maria Kertell, und die nach 1945 ernannten Generalfeldmarschälle gezeigt.

## Auszeichnung
Seit 2005 verleiht die Ranzengarde, zuerst alle zwei Jahre, am 2. Januar die Auszeichnung Mainzer Ranzengardist (ein Originalmodell des Ranzengardebrunnens von Liesel Metten) an Personen des öffentlichen Lebens, die sich mit Humor und Lebensfreude als Botschafter der Mainzer Fastnacht verdient gemacht haben.
Bisherige Preisträger:
1. 2005: Markus Schächter, Intendant des ZDF
2. 2007: Karl Kardinal Lehmann, Bischof von Mainz
3. 2009: Thilo Sarrazin, ehem. Vorstandsmitglied der Bundesbank und ehem. Finanzsenator des Landes Berlin
4. 2011: Lars Reichow, deutscher Musikkabarettist.[2]
5. 2012: Mathias Breitschaft, Domkapellmeister von Mainz[3]
6. 2014: Rainer Schmidt, Sportler, Theologe und Kabarettist[4]
7. 2015: Jürgen Dietz, "Bote vom Bundestag"
8. 2016: Johannes Gerster, Ehren-Generalfeldmarschall
9. 2018: Annegret Kramp-Karrenbauer, eh. Ministerpräsidentin des Saarlandes
10. 2019: Harald Martenstein, Journalist und Autor
11. 2020: Margit Sponheimer, Sängerin und Schauspielerin[5]
12. 2022: Christian Heidel
13. 2025: Georg Krausch[6]

## Prominente Mitglieder
- Jens Beutel (†): ehemaliger Oberbürgermeister der Stadt Mainz
- Christian Baldauf (seit 2010): Mitglied des rheinland-pfälzischen Landtags
- Johannes Gerster (†): Ehren-Generalfeldmarschall der Ranzengarde und ehem. Landesvorsitzender der CDU Rheinland-Pfalz
- Michael Hartmann: Mitglied des Deutschen Bundestages
- Julia Klöckner (seit 2010): Vorsitzende der CDU-Fraktion im rheinland-pfälzischen Landtag, Landesvorsitzende der CDU Rheinland-Pfalz
- Jan Metzler: Mitglied des Deutschen Bundestages
- Jean Robert Saget: Botschafter der Republik Haiti
- Heinz Schilling von Cannstatt (†), Mitglied ab 1947, Generalfeldmarschall der Ranzengarde
- Gerd Schreiner: Mitglied des rheinland-pfälzischen Landtags